# 紙谷龍生
紙谷 龍生（かみや たつお）は、日本のゲームライター、ライトノベル作家。6月17日生まれ、東京都出身。神谷誠とは高校時代の同級生。

## 解説
1992年、紙谷通人名義にて『ヤロフのアトラク屋』でデビュー。
ライトノベルやゲーム作品のノベライズを執筆するほか、PCゲームのシナリオも手掛けている。
代表作に『仮面武闘会（マスカレード）』シリーズなどがある。

## 作品リスト

### 小説
桜桃書房
- ヤロフのアトラク屋 ISBN 4-8718-3624-X ※「紙谷通人」名義
- 地獄森のアトラク屋 ISBN 4-8718-3643-6 ※「紙谷通人」名義
  - 挿画は藤田和日郎

富士見書房
- 仮面武闘会(マスカレード)
  1. 仮面を継ぐ者 ISBN 4-8291-2948-4
  2. 闇に躍る牙 ISBN 4-8291-1318-9
  3. 不死蝶めざめる ISBN 4-8291-1409-6

  - 挿画は片倉真二
- ジオメトリック・シェイパー
  1. 桜の下にカミは眠る ISBN 4-8291-1434-7
  2. 百鬼夜行にカミは笑う ISBN 4-8291-1511-4

  - 挿画は篁龍士
- 隼は舞い降りた―超探偵ハヤブサ ISBN 4-8291-6132-9
  - 挿画はあらいずみるい

ワニブックス
- D+VINE［LUV］ ISBN 4-8470-3363-9
- WoRKs DoLL ISBN 4-8470-3332-9
- アスガルド 〜歪曲のテスタメント〜 ISBN 4-8470-3302-7
- あふたーすくーる探偵団―らぶりぃ・びっち登場 ISBN 4-8470-3233-0
- 紅蓮 ISBN 4-8470-3376-0
- 桜通信―思い出は散らない ISBN 4-8470-3282-9
- 慟哭 そして… ISBN 4-8470-3291-8
- 野々村病院の人々 ISBN 4-8470-3179-2
- 野々村病院の人々―外科病棟 ISBN 4-8470-3144-X
- はいぱぁセキュリティーズ ISBN 4-8470-3204-7
- パワースレイブ ISBN 4-8470-3209-8
- ママトト ISBN 4-8470-3381-7
- 猟奇の檻 第2章 黒衣の花嫁 ISBN 4-8470-3264-0
- 猟奇の檻 第2章 喪服のランデブー ISBN 4-8470-3275-6

### 漫画原作
- 響鳴（作画：福原鉄平） ISBN 978-4-8470-3344-5

### PSソフト
- 夜刀姫斬鬼行 -剣の巻- （Nine's fox）※PCゲームからの移植作品

### PCゲーム
- 夜刀姫斬鬼行（Terios）
- 式神 〜桔梗の華に秘めたる想い〜（WHITE CYC）
- キャッスルファンタジア〜エレンシア戦記〜（Studio e.go!）
- アスガルド 〜歪曲のテスタメント〜（ZONE）
- 妖女乱舞2（ZONE）